# Taru Rinne
Taru Rinne (Turku, 27 agosto 1968) è una pilota motociclistica finlandese ritiratasi dall'attività agonistica, fu la prima donna a conquistare punti in una gara del motomondiale.

## Carriera

### Karting
Iniziò la sua carriera agonistica nel campionato finlandese di karting, dove si trovò spesso a gareggiare con futuri piloti di Formula Uno come Mika Häkkinen, Mika Salo e JJ Lehto. Nel 1979 vinse il campionato nazione di Karting classe 85 cm³ davanti ad Häkkinen. Nel 1980 giunse seconda alle spalle di Salo e nel 1981 nuovamente seconda, questa volta dietro ad Häkkinen. Nel 1982 riuscì a riconquistare il titolo nazionale. Nel 1983 giunse nuovamente prima in classifica, ma fu squalificata per uso di combustibile irregolare. Dopo un anno di esilio auto-imposto dalle corse, decise di mettere fine alla sua carriera nel karting.

### Motociclismo
Abbandonate le quattro ruote, Rinne decise di passare al motociclismo. Partecipò al campionato europeo nella classe 125, dove il suo miglior piazzamento fu un 6º posto nel 1988. 
Debuttò nel motomondiale al Gran Premio di Svezia del 1987 a bordo di una MBA nella classe 125. Non riuscì a completare la gara, ma al successivo Gran Premio di Cecoslovacchia giunse al 20º posto. Prese parte anche al Gran Premio di San Marino senza però riuscire a qualificarsi.
Nel 1988 passò alla Honda. Prese parte a 6 Gran Premi, con miglior risultato un 14º posto al Gran Premio di Francia che le permise di conquistare gli unici 2 punti della stagione, concludendo il campionato al 37º posto. Il 1989 fu la sua migliore stagione. Riuscì ad andare a punti in Spagna, Germania, Olanda, Svezia e Cecoslovacchia. La sua miglior prestazione fu all'Hockenheimring, dove giunse al 7º posto.
Nel 1990 prese parte a 12 Gran Premi, il suo miglior piazzamento fu un 16º posto al Gran Premio d'Ungheria.
Nel 1991 ebbe un grave incidente al Paul Ricard, durante Gran Premio di Francia, dove riportò la frattura di entrambe le caviglie. Durante la convalescenza ricevette una lettera da Bernie Ecclestone, che all'epoca aveva il potere di decidere quali piloti erano autorizzati a competere nel motomondiale, che la informava di non essere ritenuta in condizione di partecipare al successivo campionato, mettendo di fatto fine alla sua carriera.
In seguito, la Rinne affermò che quella fu la più grande delusione della sua vita.

## Risultati in gara nel motomondiale
| 1987 | Classe | Moto |  |  |  |  |  |  |  |  |  |     |    |    |  |  |  | Punti | Pos. |
| ---- | ------ | ---- |  |  |  |  |  |  |  |  |  | --- | -- | -- |  |  |  | ----- | ---- |
| 1987 | 125    | MBA  |  |  |  |  |  |  |  |  |  | Rit | 20 | NQ |  |  |  | 0     |      |

| 1988 | Classe | Moto  |    |    |    |    |    |    |  |  |  |  |    |  |    |     |    | Punti | Pos. |
| ---- | ------ | ----- | -- | -- | -- | -- | -- | -- |  |  |  |  | -- |  | -- | --- | -- | ----- | ---- |
| 1988 | 125    | Honda | NE | NE | NQ | NE | NQ | NQ |  |  |  |  | 14 |  | 25 | Rit | NE | 2     | 37º  |

| 1989 | Classe | Moto  |  |  |    |    |    |   |  |    |   |    |  |     |    |    |    | Punti | Pos. |
| ---- | ------ | ----- |  |  | -- | -- | -- | - |  | -- | - | -- |  | --- | -- | -- | -- | ----- | ---- |
| 1989 | 125    | Honda |  |  | NE | 15 | 19 | 7 |  | NE | 8 | NP |  | Rit | 15 | 12 | NE | 23    | 17º  |

| 1990 | Classe | Moto  |    |  |  |  |    |    |    |    |    |    |    |    |    |    |    | Punti | Pos. |
| ---- | ------ | ----- | -- |  |  |  | -- | -- | -- | -- | -- | -- | -- | -- | -- | -- | -- | ----- | ---- |
| 1990 | 125    | Honda | 26 |  |  |  | NQ | NQ | NQ | 23 | NQ | NQ | NQ | NQ | 21 | 16 | 19 | 0     |      |

| 1991 | Classe | Moto  |  |  |  |    |    |    |    |    |    |     |  |  |  |  |  | Punti | Pos. |
| ---- | ------ | ----- |  |  |  | -- | -- | -- | -- | -- | -- | --- |  |  |  |  |  | ----- | ---- |
| 1991 | 125    | Honda |  |  |  | NQ | NQ | NQ | NQ | NQ | NQ | Rit |  |  |  |  |  | 0     |      |

| Legenda | 1º posto        | 2º posto            | 3º posto            | A punti      | Senza punti        | Grassetto – Pole position Corsivo – Giro più veloce |
| Legenda | Gara non valida | Non qual./Non part. | Ritirato/Non class. | Squalificato | '-' Dato non disp. | Grassetto – Pole position Corsivo – Giro più veloce |